# 8643 Quercus
8643 Quercus eller 1988 SC är en asteroid i huvudbältet som upptäcktes den 16 september 1988 av den belgiske astronomen Eric W. Elst vid Haute-Provence-observatoriet. Den är uppkallad efter Eksläktet.
Asteroiden har en diameter på ungefär 6 kilometer och den tillhör asteroidgruppen Eunomia.